# Історія Августів
«Історія Августів» (лат. Historia Augusta), також «Автори життєписів Августів» (лат. Scriptores Historiae Augustae, скор. SHA, Scriptores) — умовна назва, для збірки біографій римських імператорів та узурпаторів, що правили у II та III століттях н. е. За твердженням самої книги, в написанні біографій брали участь шість різних авторів. На думку сучасних істориків, чимала частка інформації, наведеної в «Історії Августів» є неправдивою та сфабрикованою.
Твір створений на основі монументальної праці Светонія «Життя дванадцяти цезарів», де описані життя перших дванадцяти римських імператорів. «Історія Августів» описує діяльність римських імператорів починаючи з Адріана та закінчуючи Каріном, тобто охоплює період з 117 до 285 року (з пропуском між 238 і 253 роком.) Імовірно, збірка створювалася за часів правління Діоклетіана та Костянтина I.
Умовна назва для книги — Історія Августів — була запропонована філологом Ісааком Кабазоном у 1603 році. На думку багатьох істориків, зокрема Германа Дессау, справжнім автором могла бути лише одна людина. Достовірність відомостей і хронології, викладених у цьому творі є предметом багатьох дискусій. Втім «Історія Августів» залишається важливим (а іноді єдиним) джерелом інформації з історії Римської імперії.

## Авторство і час створення
Біографія кожного імператора в рукописі приписана одному з наступних шести авторів:
- Елій Спартіан (лат. Aelius Spartianus) — біографії (№ по порядку: 1-2,10-11,13-14) Адріана, Луція Елія (усиновлений Адріаном спадкоємець, батько Луція Вера, фактично не був імператором), Септимія Севера, Песценнія Нігера, Каракалли і Гети;
- Юлій Капітолін (лат. Iulius Capitolinus) — біографії (3-5,8-9,12,15,19-21) Антоніна Пія, Марка Аврелія, Луція Вера, Пертинакса, Дідія Юліана, Клодія Альбіна, Макріна, Максиміна, Гордіанів (I, II і III), Пупієна і Бальбіна (спільна);

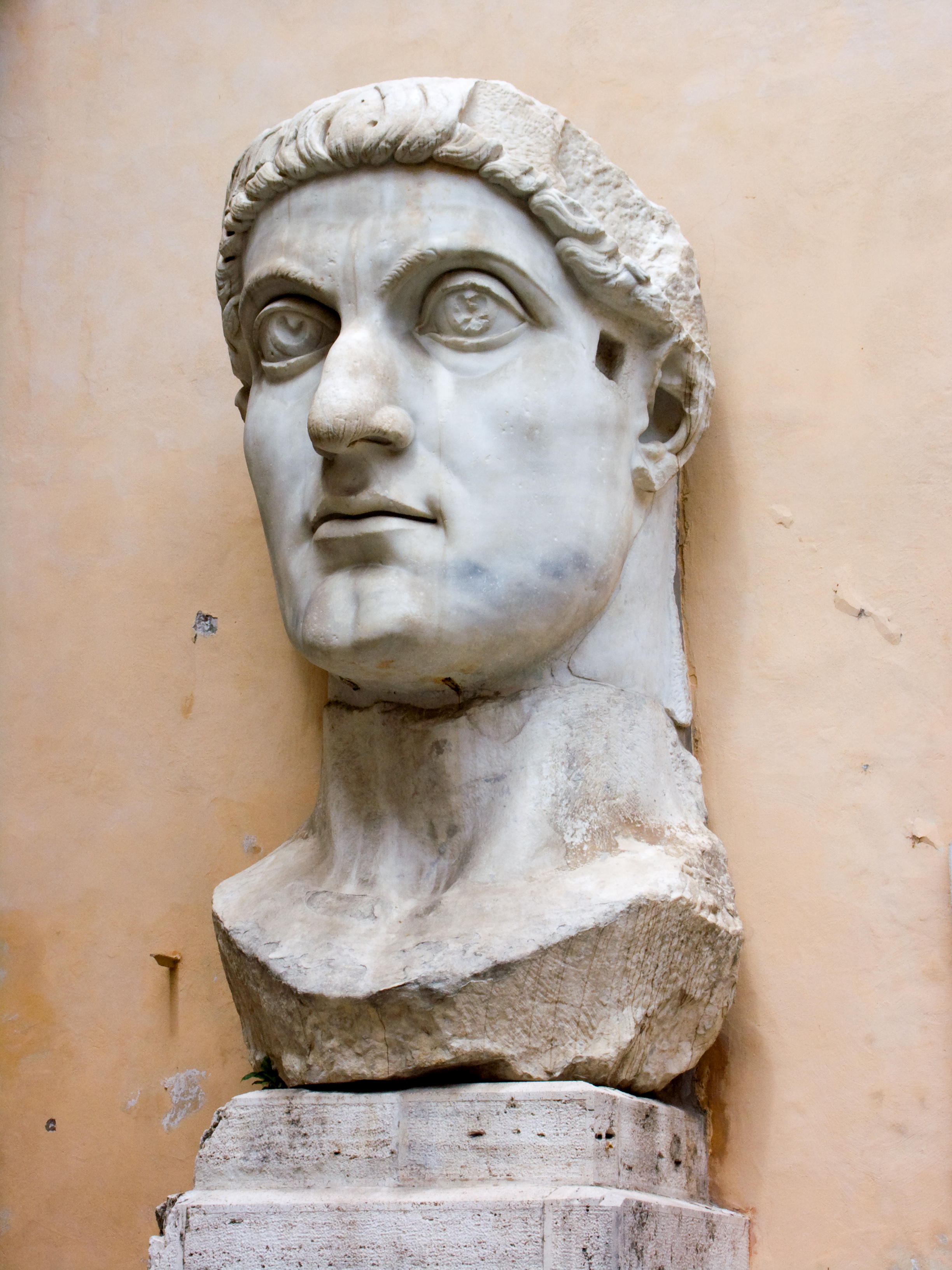
Костянтин I Великий Діоклетіан

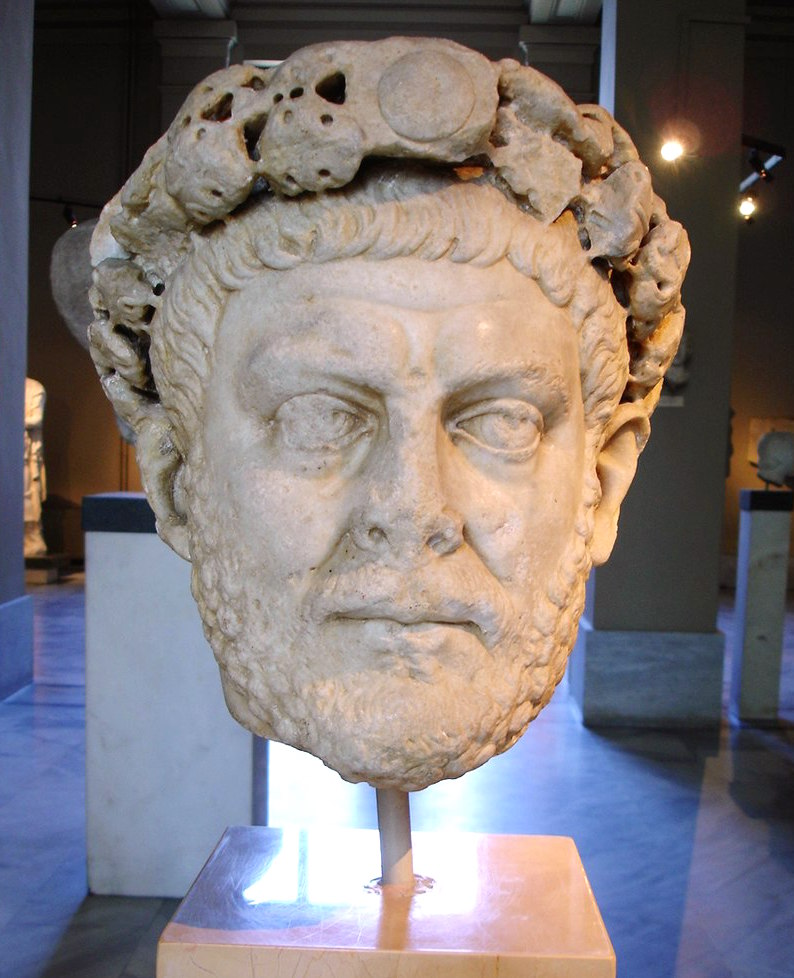

- Костянтин I Великий ДіоклетіанВулкацій Галлікан (лат. Vulcacius Gallicanus) — біографія (6) Авідія Кассія;
- Елій Лампрідій (лат. Aelius Lampridius) — біографії (7,16-18) Коммода, Діадумена, Геліогабала і Александра Севера;
- Требеллій Полліон (лат. Trebellius Pollio) — біографії (22-25) Валеріана, Галлієна, Клавдія II, розділ «Тридцять тиранів».
- Флавій Вопіск (лат. Flavius Vopiscus) — біографії (26-30) Авреліана, Тацита, Проба, «чотирьох тиранів» (Фірма, Сатурніна, Прокула і Боноза), династії Кара.

Внесок цих авторів нерівноцінний, наприклад, іменем Вулкація підписана тільки одна біографія (до того ж узурпатор, якому вона присвячена, не правив і року), ім'ям Юлія Капітоліна — десять. Хронологічні відрізки, пов'язані з іменами різних авторів, часто перехрещуються; однак після пропуску свідчень про 238—253 рр. біографії приписані тільки Требеллію Полліону і Флавію Вопіску, тоді як іншим чотирьом авторам — тексти до цього пропуску.
Не виключено, що спочатку збірник включав у себе також біографії Нерви і Траяна (в такому випадку він служив би безпосереднім продовженням праці Свєтонія «Життя дванадцяти цезарів», яка закінчується вбивством Доміціана і прихідом до влади Нерви в 96 році). Будь-які вступні тексти до всього збірника, що могли би пояснити його мету і завдання, відсутні. Можливо, це пов'язано з ймовірною втратою початку тексту (а також пропуском у 238—253 рр., після якого змінюється склад авторів), але, з огляду на загальну ситуацію з достовірністю «Авторів», не виключено, що така відсутність є навмисною і містить загадковий характер.
Деякі біографії містять у собі посвяти імператорам Діоклетіану та Костянтину. Згідно старої точки зору, текст створювався саме в період їх діяльності, тобто в кінці III — початку IV століття. В 1889 році німецький філолог Герман Дессау висунув гіпотезу, згідно якої всі шість авторів є вигаданими, а текст був створений одним автором, який жив після Діоклетіана та Костянтина, ймовірніше за все, в самому кінці IV століття, за часів правління Феодосія I Великого. На підтримку його гіпотези можна навести такі аргументи:
- Про цих шість авторів більше нічого не відомо і вони більше в жодному джерелі не згадуються;
- Їх стиль написання абсолютно ідентичний;
- Викликає сумніви те, що одні й ті самі автори присвячують свої біографії одночасно Діоклетіану, головному з чотирьох тетрархів, який керував Сходом імперії, та Костянтину, сину одного з молодших імператорів (цезарів) Західної частини;
- Персонажі деяких біографій, існування яких не підтверджується іншими джерелами, є дуже сумнівними, вони носять імена, підібрані так, щоби виглядати пращурами римських родин, які піднеслися тільки в кінці IV ст. Найбільш ймовірний натяк такого роду міститься в біографії Проба[5]- там йдеться про деяких невідомих нащадків цього імператора, які нібито переселилися до Верони і які мали пророцтво, що їх рід буде займати найвищі посади в римському Сенаті. Очевидно, що мається на увазі багатий і впливовий патріцій Секст Клавдій Петроній Проб, консул 371 року, два сина якого були консулами в 395 році.
- Анахронічно приписано персонажам III ст. деталі кар'єри та посад, що були типовими для кінця IV ст.

Гіпотеза Дессау була прийнята більшістю спеціалістами з вивчення античної історії, в тому числі авторитетним істориком з питань стародавнього Риму Рональдом Саймом. Але, в той же час були й опозиціонери до цієї версії (А.Моміл'яно ,А. Х. М. Джонс, А.Кемерон), зокрема була запропонована більш раніша дата, а саме часи правління Юліана Відступника (середина IV ст.)

## Зміст

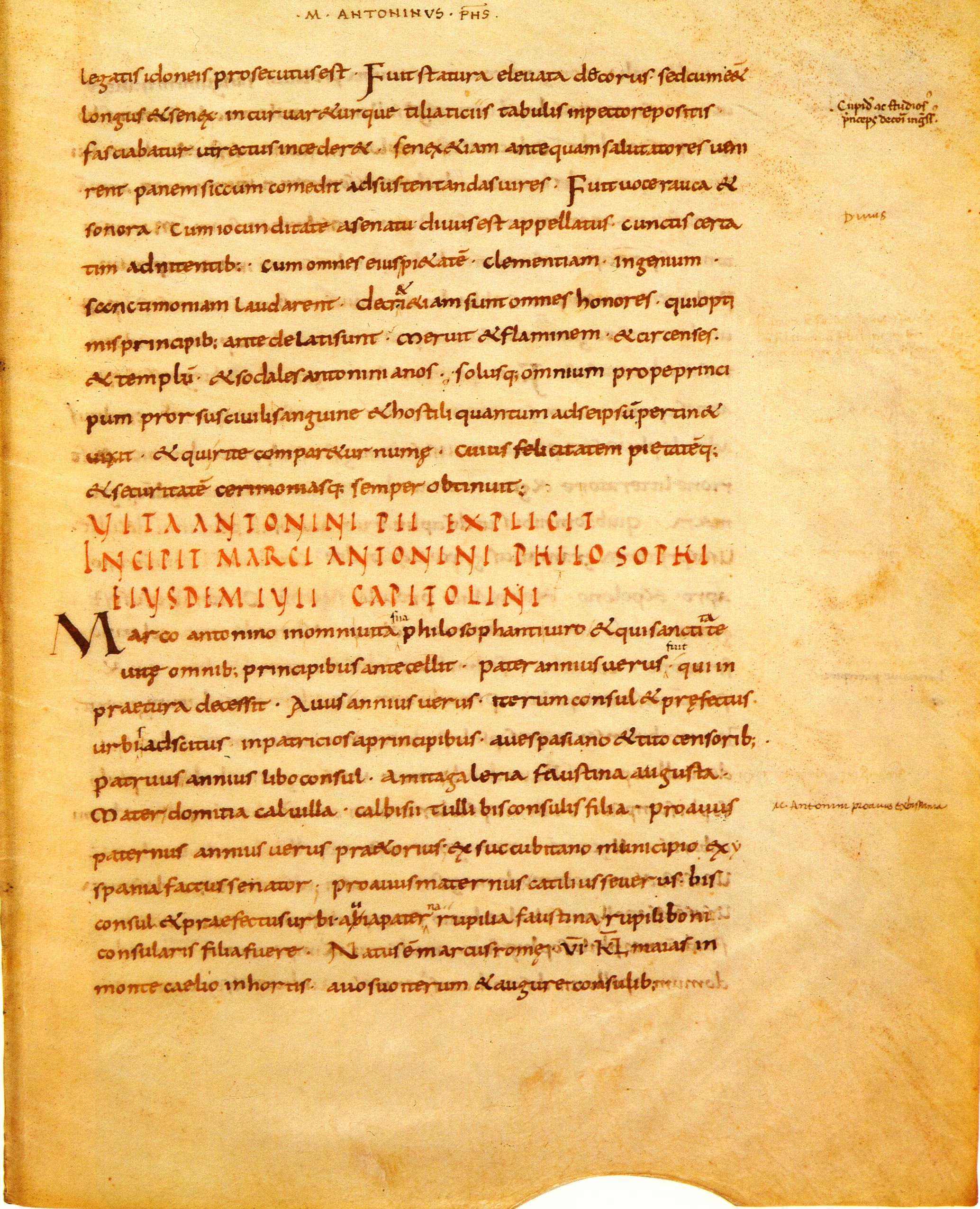
Найстаріший збережений рукопис Historia Augusta (перша половина IX ст.) Закінчується Антоніном Пієм і починається Марком Аврелієм. На верхній частині містяться відмітки Петрарки. Рим, Ватиканська бібліотека.

Автори життєписів абсолютно точно повторюють стиль Светонія та його імператорських біографій, розміщуючи по окремим абзацам політичну діяльність, риси характеру та особисте життя свого героя. За сюжетом бачимо перехід від «Золотого століття» Антонінів до Авреліана, Діоклетіана та Костянтина.
В різні епохи — в Пізній Античності, в Середньовіччі, в Епоху Відродження, в Новий час — збірник був популярний серед читачів, завдяки цікавому сюжету та багатій кількості колоритних персонажів. Основна частина рукопису «Історії Августів» була прочитана Франческо Петраркою (до нас дійшла копія з помітками поета).

## Достовірність
Є багато сумнівів щодо достовірності свідчень цього джерела. Ще Теодор Моммзен свідчив про збірник як про «найнебезпечнішу, але найнеобхіднішу книгу», яку можна використовувати тільки «з великим сумнівом і обережністю». Моммзену також належить і більш різкий відгук : «жалюгідно, одна з гірших праць свого роду, яка залишилася з часів античності». Наразі встановлено, що біографії імператорів II ст. і самого початку III ст. (до Каракалли) спираються на достовірний матеріал, зібраний попередниками, і в цілому достовірні, хоча в них також є деякі сумнівні моменти. Складніша справа з життєписами солдатських імператорів III ст.; разом з відомими й по іншим джерелам даними вони містять безсумнівні анахронізми та інформацію, яка суперечить даним інших авторів. Особливо недостовірними є свідчення в заключній частині, в біографіях приписаних Полліону та Вопіску. Багато документів, цитованих авторами, генеалогії, посилання на попередників, персонажі другого плану та навіть деякі недовговічні імператори (в розділі «Тридцять тиранів») практично стовідсотково повністю легендарні. Історика-біографа Марія Максима, одного з своїх попередників, автори навіть дорікають тим, що у нього «історія переплітається з казками», хоча ця класифікація підійде і під їх метод.
Автор «Життєписів» навіть сам зізнається в своїй фантазії. Наприклад, після гарної розповіді про обрання імператором Марка Клавдія Тацита, з приведенням довгих промов та вигуків, промови Тацита та опис його вінчання, автор простодушно додає: «В цьому місці неможна змовчати про те, що багато хто сповістив в своїх творах, що Тацит був проголошений імператором заочно, ще коли він знаходився в Кампанії; це правда, і приховати я це не можу».
Тим не менш збірник є одним із головних джерел з теми кризи III століття та не може бути повністю відкинутим істориком, хоча й потребує ретельної перевірки.
Багато вигаданих текстів, які дійсно відносяться до III ст., в жанровому співвідношенні наближаються до історичного роману античності, такому як «Життя Аполлонія Тіанського» Флавія Філострата. Невідомо, яку мету ставив перед собою автор даного збірника: свідомо пародіювати історичну прозу чи просто прикрасити ту небагату інформацію, якою він володів. Була також думка, що «Автори» висміюють популярне в кінці IV ст. захоплення давниною, доводячи до абсурду біографічні свідчення в стилі Свєтонія. Наприклад, про узурпатора Фірма (можливо вигаданого) сказано, що той, «намазавшись крокодилячим жиром, плавав серед крокодилів, керував слоном, сидів на гіпопотам, їздив, сидячи на великих страусах, так, ніби літав у повітрі».

## Видання та переклади
Вперше джерело надруковано було в Мілані в 1475 році.
Окремі фрагменти перекладені українською мовою.